# نیلز ریبرگ فینسن
نیلز ریبرگ فینسن (به دانمارکی: Niels Ryberg Finsen) زیست‌شناس دانمارکی برنده جایزه نوبل فیزیولوژی و پزشکی در سال ۱۹۰۳ بود.
این دانشمند ابداع کننده روش نور درمانی (استفاده از نور برای درمان بیماری‌ها) است. اولین بار به وسیله لامپUV که اختراع کرد موفق شد بیماری لوپوس ولگاریس (نوعی سل پوستی) را درمان کند که برای او جایزه نوبل را به همراه داشت. در واقع این اختراع موجب کشف حقیقتی دربارهٔ اثر نور بر تقویت سیستم ایمنی و مقابله با عفونت‌ها شد. هرچند امروزه می‌دانیم که میزان کنترل نشده و بیش از اندازه اشعه فرابنفش می‌تواند موجب ایجاد سرطان‌های پوستی مانند ملانوما گردد.
سال‌ها پس از او روش نور درمانی گسترش پیدا کرد و برای انواعی از نیازهای پزشکی و غذایی مانند استریل کردن بیمارستان‌ها و ابزار جراحی، درمان بیماری‌ها، گندزدایی آب و نگهداری مواد غذایی مورد استفاده قرار گرفت.